# Nuclear Age Peace Foundation
La Nuclear Age Peace Foundation (NAPF) és una organització internacional sense ànim de lucre d'educació i promoció no partidista, fundada el 1982 i integrada per individus i organitzacions de tot el món que recolzen els esforços mundials pel desarmament nuclear. Té estatus consultiu per al Consell Econòmic i Social de les Nacions Unides i és reconeguda per l'ONU com a Organització Missatgera per a la Pau.
L'objectiu principal de la Nuclear Age Peace Foundation és aconseguir un món sense armes nuclears. La seva missió és «educar i defensar la pau i un món lliure d'armes nuclears i capacitar els líders per la pau». Participa en programes de promoció i educació. Els seus projectes educatius inclouen el butlletí electrònic Sunflower, que proporciona informació mensual i anàlisi de qüestions de seguretat nuclear i internacional, i els Arxius Nuclears, que narren la història de les armes nuclears. La NAPF treballa amb funcionaris i responsables electes de tot el món per defensar l'abolició de les armes nuclears. A més, dirigeix programes de capacitació per a la pau i acull esdeveniments especials per honrar als líders de la pau i retre homenatge a les víctimes d'armes i guerra nuclears. Compta amb un actiu consell d'administració i un Consell assessor amb participants com el XIV Dalai Lama, l'arquebisbe Desmond Tutu, Hafsat Abiola, Jane Goodall, Noam Chomsky, Jean-Michel Cousteau o Ted Turner, que ajuden a difondre el missatge de l'organització a tot el món.